# Єловець (Севниця)
Єловець (словен. Jelovec) — поселення в общині Севниця, Споднєпосавський регіон, Словенія. Висота над рівнем моря: 48 м.